# Kirkia wilmsii
Espèce
Statut de conservation UICN

 LC  : Préoccupation mineure

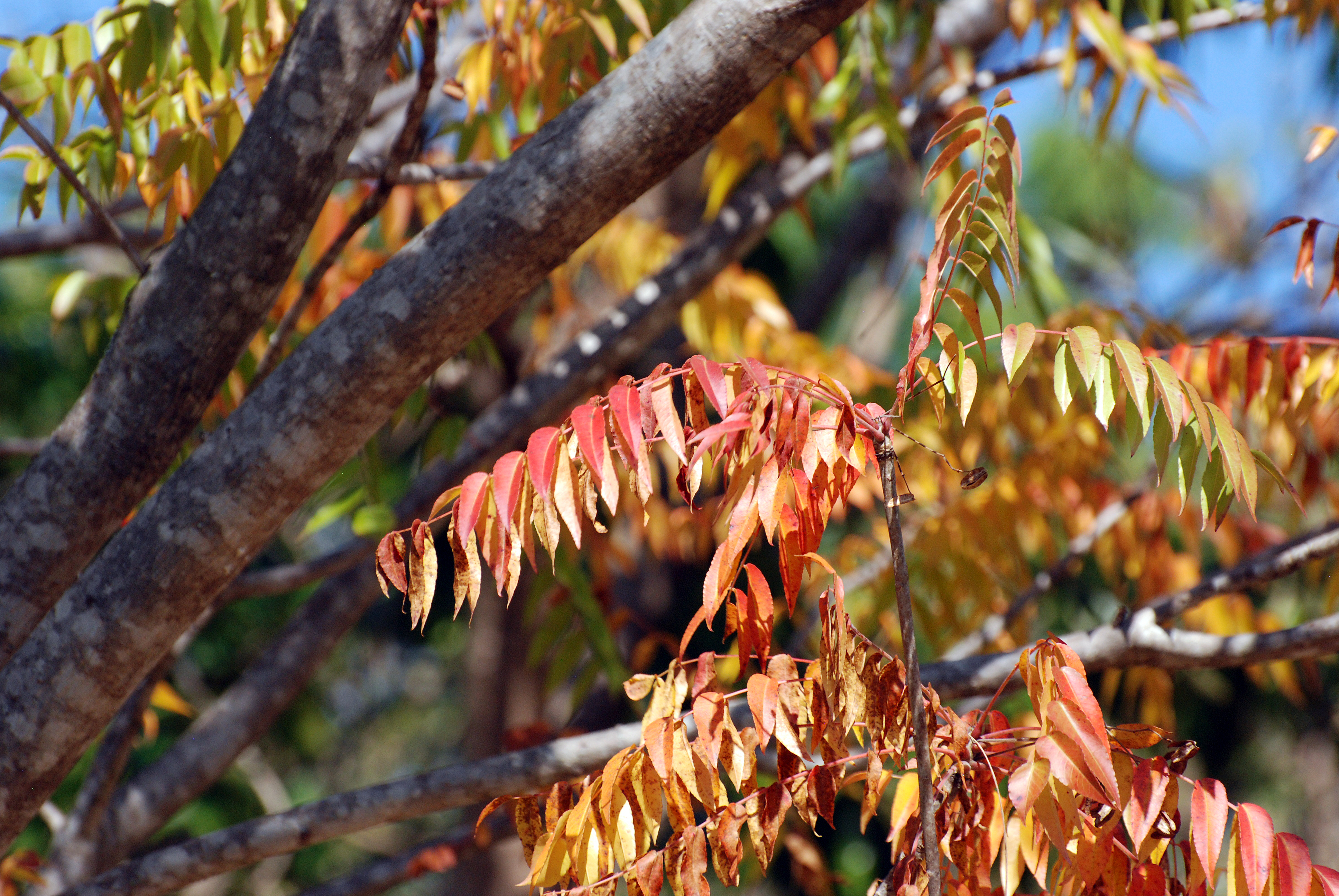
Feuillage en automne

Kirkia wilmsii est une espèce de la famille des Kirkiaceae. Son aire de répartition indigène s'étend de la province du Nord de l'Afrique du Sud à l'Eswatini. 

## Description
Kirkia wilmsii est arbre de taille moyenne à grande forme un houppier étalé et irrégulier. En automne son feuillage devient rouge vif. 

## Répartition
Ce taxon se rencontre dans les pays suivants : Afrique du Sud, Eswatini. C'est un arbre qui pousse principalement dans le biome tropical comptant une saison sèche.

## Systématique
Le nom correct complet (avec auteur) de ce taxon est Kirkia wilmsii Engl.